# Историја ботанике

## Настанак ботанике
Иако се као биолошка грана ботаника формирала у XVII и XVIII веку, многи подаци о биљкама су били познати и примитивном човеку праисторије. Његов живот је био неодвојиво повезан са природом, и у њој са јестивим, лековитим и отровним биљкама. Текстови, које можемо сматрати ботаничким, су познати од најранијих дана људске писмености у Месопотамији (Сумер, Вавилон, Асирија) и долини Нила (Стари Египат). Ови текстови, баш као и легендарна кинеска књига о травама „Бен цао" (с краја 3. миленијума п. н. е.), углавном садрже податке о јестивим и лековитим биљкама познатим тамошњим народима.
Прве књиге у којима биљке нису описиване само са аспекта корисности човеку приписују се Аристотелу и његовом ученику Теофрасту, који је написао први покушај класификације биљака. Теофраст је поделио биљке на дрвеће, жбунове, полужбунове и траве, а међу травама је разликовао једногодишње, двогодишње и вишегодишње. Теофраст је често називан „оцем ботанике“. У његовом делу „Историја биљака“ описано је око 480 врста биљака. Римски природњак Плиније Старији је сакупио у својој „Историји природе“ сва знања својих савременика о природи, поменуо је око 1000 врста биљака, описавши их задовољавајуће тачно.
Током 15 векова после Теофраста и Плинија Старијег, накупљање знања о биљкама се дешавало ван Европе. У Индији се у 1. миленијуму п. н. е. појавила „Ајурведа" - „наука о животу“, која је у себе укључила и описе многобројних лековитих биљака Индије. Коментаре и допуне Ајурведе су писали индијски лекари у делима Чарака (X-VII век п. н. е.), Сушрута и Вадбака (VII-VI в. п. н. е.).
Арапска експанзија у другој половини 1. миленијума нове ере значајно је проширила хоризонте античке традиције. Нарочити значај су имали радови таџичког научника Ибн Сине (Авицене), који је у делу „Канон медицинске науке“ описао мноштво биљака до тад непознатих Европљанима. Специфични допринос европској ботаничкој науци дао је немачки филозоф и природњак Алберт фон Болштат (Алберт Велики), који је између осталог установио разлику у грађи стабла монокотиледоних и дикотиледоних биљалка.

## Крајсредњег века
У епохи великих открића поново је порасло интересовање за биљке, мада још увек као извору лекова и прехрамбених производа. Појављују се први хербаријуми, установљавају се ботаничке баште. Оваква ситуација је омогућила накупљање мноштва нових чињеница и стварање првих општих ботаничких концепција, углавном у класификацији биљака. Тако, немачки ботаничар О. Брунфелс разликује „савршене“ (оне који цветају) од „несавршених“ биљака, италијански лекар и ботаничар А. Ћезалпино (лат. Caesalpinus) је публиковао најважније ботаничко дело епохе - „О биљкама“ - у чијем је предговору покушао да класификује биљке не само по животној форми већ и по грађи цветова, плодова и семена. Швајцарски ботаничар Јохан Баухин (Жан Боен) је у делу „Целокупној историји биљака“ (публикованом 1650. год., после његове смрти) описао око 5000 врста биљака. Његов брат Каспар Баухин је конструисао бинарну номенклатуру. Као што је познато, овакав начин именовања врста прихватио је и применио Карл Лине, и у употреби је и данас.

## XVI и XVII век
За овај период карактеристични су развој систематике и откриће микроскопа које је водило открићу ћелијске структурираности биљака. Први на пољу истраживања биљака микроскопом био је Роберт Хук. Касније су Малпиги и Грју поставили основе анатомије биљака. Холанђанин ван Хелмонт је поставио први експеримент из физиологије биљака у коме је установио да четрдесетоструко повећање масе врбе за 5 година експеримента није пратило смањење масе земље укојој је расла. Немачки ботаничар Камераријус први је установио постојање полног процеса код биљака.

## XVIII век
Открића у различитим областима ботанике у 18. веку, као и разрада неких концепција донели су плодове касније. И поред тога, овај век може се окарактерисати као век ботаничке систематике и повезује се углавном са именом шведског ботаничара К. Линеа. Он је поделио свет биљака на 24 класе на основу грађе цвета, иако овакав систем није дуго надживео свог творца. Свеједно, Лине је по први пут показао да се свака биљка може сврстати у одређену катеогрију у сагласности са својим карактеристичним особинама. Уистину титански Линеов рад је био основа за сва даља истраживања у области систематике биљака. Млађи Линеови савременици - на пример Французи Адансон и Ламарк - су разрадили сопствене природне системе класификације биљака, где су за принцип прављења група узели „сродство“ (недовољно јасно одређена „природна блискост").
...